# Unterwanderungskorrosion
Unterwanderungskorrosion beschreibt die Zerstörung eines geklebten Fügeteils durch eine korrosive Unterwanderung der Klebschicht. Ein solcher Bruch entsteht somit nicht durch Versagen der Klebschicht, sondern durch Materialzerstörung, welche außerhalb der Klebfuge startet.

Um dieses Problem zu umgehen, benötigt es eine Oberflächenbehandlung (z. B. Konversionsbeschichtungen) um die Alterungsbeständigkeit des Fügeteils sicherzustellen.